# Alan Suddick
Alan Suddick (Chester-le-Street, 2 de maio de 1944 – 16 de março de 2009) foi um futebolista inglês.